# Пакор II (царь Персиды)
Пакор II (Пакур) — царь Персиды в первой половине I века. Возможно, идентичен Пакору I.
Пакор II был царём Персиды. Это имя, по замечанию иранского исследователя Х. Резахани, было распространённым у Аршакидов, а также у зависимых от них правителей вассальных государств. Возможно, Парфия контролировало Персиду или же речь идёт о культурном влиянии. Тем не менее, власть оставалась в руках потомков Дария II. Как отметил американский учёный Р. Фрай, ни одна из монет правителей Персиды не имеет греческой легенды, что свидетельствует о стойкости ахеменидских традиций в регионе.
По мнению авторов Ираники, отцом Пакора II был Вахшир, а непосредственным предшественником на троне — Пакор I. Х. Резахани же склоняется к мнению, что и отцом Пакора II мог быть Пакор I. При этом иранский учёный не исключает и той возможности, что монеты Пакора II могут принадлежать самому Пакору I, только изображённому в более раннем возрасте.
Преемником Пакора II стал Намбед — потомок Артаксеркса II, другого сына Дария II.